# Liste der Naturdenkmale in Kleines Wiesental
| Naturdenkmale | Anzahl |
| ------------- | ------ |
| FND           | 0      |
| END           | 1      |
| Gesamt        | 1      |

Die Liste der Naturdenkmale in Kleines Wiesental nennt die verordneten Naturdenkmale (ND) der im baden-württembergischen Landkreis Lörrach liegenden Gemeinde Kleines Wiesental. In Kleines Wiesental gibt es insgesamt ein als Naturdenkmal geschütztes Objekt, es gibt kein flächenhaftes Naturdenkmal (FND), es handelt sich um ein Einzelgebilde-Naturdenkmal (END).
Stand: 1. November 2016.

## Einzelgebilde (END)
| Name                       | Bild | Kennung     | Einzelheiten      | Position | Fläche Hektar | Datum        |
| -------------------------- | ---- | ----------- | ----------------- | -------- | ------------- | ------------ |
| 1 Linde Obere Sonnhalde 32 | BW   | 83360120006 | Kleines Wiesental | ⊙        | 0,0           | 6. Juni 2003 |
| Legende für Naturdenkmal   |      |             |                   |          |               |              |